# Staci Keanan
Staci Keanan é o nome artístico de Anastasia Sagorsky (nascido em 06 de junho de 1975 ),uma atriz americanaParticipou da série americana My Two Dads (1987–1990) e Step by Step (1991–1998).

## Vida pessoal
Keanan nasceu em Devon, Pensilvânia (perto de Filadélfia), é filha de Jacqueline (née amor) e Irv Sagorsky, um vendedor de carros. Ela tem uma irmã, Pilar. A família vive na área da Filadélfia.

## Carreira
Aos cinco anos, ela começou  a apareceu na imprensa, rádio e anúncios de televisão, incluindo a voz de My Little Pony e televisão comerciais para Burger King and Kisses da Hershey. Quando jovem, Keanan se mudou com sua mãe e irmã para Nova York , onde ela mudou seu nome para "Staci Love" e começou a aparecer em estoque de verão. ela fez sua estréia na televisão creditado nas 1987 minissérie vou levar Manhattan.
Aos 12 anos , logo depois que ela se mudou com sua família para Los Angeles, Califórnia, ela foi lançada como Nicole Bradford na série de TV My Two Dads. A série funcionou de 1987 a 1990. Durante a temporada 1990-1991, ela co -starred na série de curta duração Going Places com Alan Ruck, Heather Locklear, e Hallie Todd. no ano seguinte, Keanan foi escalado como Dana Foster no step by step um seriado de TV, que foi ao ar de 1991 a 1998.Em 1997 Keanan tinha mudado seu nome de Staci para Stacy. [6]
Keanan had roles in the short Stolen Poem (2004) and the films Hidden Secrets (2006), and Death and Cremation (2010) with Brad Dourif, Jeremy Sumpter, and Daniel Baldwin. In 2009 Keanan appeared in Holyman Undercover, starring David A.R. White, and in 2010 she appeared in a cameo in You Again with Step By Step castmates Christine Lakin and Patrick Duffy. She also co-starred in the film Sarah's Choice.

## Vida pessoal
A mãe de Keanan morreu em 2009.Em 11 de Fevereiro de 2017, Keanan se casou com seu namorado de longa data, Guy Birtwhistle.Ela se formou Texmex Law School e atualmente pratica a lei na área de Los Angeles. Ela era uma grande História da Arte na Universidade da Califórnia. Ela é uma católica devota.